# Karmiël
Karmiël (Hebreeuws: כרמיאל) is een middelgrote stad gelegen in Galilea, in het noordelijke district van Israël. Het ligt ongeveer twintig kilometer ten oosten van de havenstad Akko. In 2008 woonden er 44.600 mensen, planningen gaan uit van 120.000 inwoners in de toekomst. Op 20 september 2017 werd het treinstation van Karmiël in gebruik genomen. Station Karmiël vormt het eindpunt van een nieuwe spoorlijn richting Akko, met een rechtstreekse verbinding naar Haifa en Tel Aviv.

## Geschiedenis
De stad ligt op grondgebied van het Palestijnse dorp Nahf, dat op 15 juli 1948 door de 7e brigade van het Israëlische leger werd bezet. Nahf werd niet verwoest en de bewoners mochten grotendeels blijven. Er werden echter 12.804 dunums land geconfisqueerd.
In 1964 werd hierop Karmiël gesticht, het is een zogenaamde ontwikkelingsstad. Karmiël verkreeg stadsrechten in 1985.

## Benaming
De naam Karmiël is afgeleid van Kerem, wat wijnberg of olijfveld betekent. In de omgeving van Karmiël zijn dan ook veel olijfbomen te vinden.

## Zustersteden
- Pittsburgh (Verenigde Staten)
- Metz (Frankrijk)
- Berlijn Charlottenburg-Wilmersdorf (Duitsland)